# Silvester Gaberšček
Silvester Gaberšček, slovenski etnolog, sociolog in politik, * 1952, Tolmin.
Med 23. februarjem 1996 in 14. decembrom 2000 je bil državni sekretar Republike Slovenije na Ministrstvu za kulturo Republike Slovenije. Študiral je v Sloveniji in izven nje. Raziskoval je življenje manjšin v Jugoslaviji (Rusini) in na Južnem Tirolskem (Ladini). Na podiplomskem študiju je bil v Italiji. Krajši čas je delal kot arhivar. Delal je kot konservator - etnolog v Kranju, na območju gorenjskih občin. Za tem se je zaposlil kot strokovnjak za dediščino na Ministrstvu za kulturo, kjer je opravljal različna odgovorna dela na področju ohranjanja dediščine, sakralne, premične, dediščine planin. Veliko pozornost je posvečal dolini Soče z obrobjem in spodbujal razvoj muzejev, zlasti Tolminskega. Pomagal in usmerjal je ohranjati slovensko dediščino v zamejstvu, v Beneški Sloveniji, na Goriškem in Tržaškem. Zelo aktiven je bil pri popotresni obnovi v zahodni Sloveniji. Je konservatorski svetnik, raziskovalec, pisec o kulturni dediščini, častni občan občine Tolmin, prijemnik odlikovanja viteškega križa madžarskega reda za zasluge in Vitez Božjega groba. Na mednarodni ravni je spodbujal povezave slovanskih držav in aktivno sodeloval na forumih medreligijskega dialoga za mir.